# Masashi Oguro
Masashi Oguro (大黒 将志, Oguro Masashi, Toyonaka, 4 mei 1980) is een Japans voetballer die als aanvaller speelt.

## Japans voetbalelftal
Masashi Oguro debuteerde in 2005 in het Japans nationaal elftal en speelde 22 interlands, waarin hij 5 keer scoorde.

## Statistieken
| Japans voetbalelftal | Japans voetbalelftal | Japans voetbalelftal |
| Jaar                 | Wed.                 | Dlp.                 |
| -------------------- | -------------------- | -------------------- |
| 2005                 | 15                   | 5                    |
| 2006                 | 6                    | 0                    |
| 2007                 | 0                    | 0                    |
| 2008                 | 1                    | 0                    |
| Totaal               | 22                   | 5                    |